# 汉内洛蕾·措贝尔
汉内洛蕾·措贝尔（德語：Hannelore Zober，1946年11月6日—），德国女子手球运动员。她曾代表东德国家队参加1976年和1980年夏季奥林匹克运动会手球比赛，获得一枚银牌和一枚铜牌。